# NGC 6609
NGC 6609 is een spiraalvormig sterrenstelsel in het sterrenbeeld Draak. Het hemelobject werd op 4 augustus 1883 ontdekt door de Amerikaanse astronoom Lewis A. Swift.

## Synoniemen
- MCG 10-26-25
- ZWG 301.21
- 7ZW 773
- KAZ 190
- PGC 61559